# Joseph LaShelle
Joseph LaShelle (Los Angeles, 9 de julho de 1900 — 20 de agosto de 1989) é um diretor de fotografia estadunidense. Venceu o Oscar de melhor fotografia na edição de 1946 por Laura.